# L'eroe di Mydnight
(Lupo Solitario verso di te, prefazione)
L'eroe di Mydnight (titolo originale Mydnight's Hero) è un librogame dello scrittore inglese Joe Dever, pubblicato nel 1995 a Londra dalla Red Fox Children's Books e tradotto in numerose lingue del mondo. È il ventitreesimo dei volumi pubblicati della saga Lupo Solitario. La prima edizione italiana, del 1996, fu a cura della Edizioni EL.
Questo libro è il terzo della serie, in cui il protagonista non è più il supremo maestro Ramas Lupo Solitario, ma uno dei suoi allievi del "Nuovo ordine": in queste avventure, è il lettore che deve scegliere il nome del proprio personaggio, o attraverso una combinazione di due nomi (estratti a sorte da due elenchi) oppure ideato direttamente dal lettore.

## Trama
Il re Oridon di Syen, un dei più leali alleati di Sommerlund, è stato ucciso, ed ora un successore, Sadanzo, si appresta a succedergli al trono. Il legittimo erede, Karvas figlio di Oridon, è andato in esilio volontario dieci anni fa. 
Poiché si sospetta che Sadanzo sia un agente al servizio di Naar, il Grande Maestro Ramas, su incarico del Supremo Maestro Ramas Lupo Solitario, deve trovare il Principe Karvas prima dell'incoronazione, che avverrà 60 giorni dopo la morte del re Oridon, durante il Giorno del Raccolto.
Con l'aiuto di Acraban, mago della Corporazione delle Stella di Cristallo, il giovane, ma già Gran Mastro Ramas, si appresta nella ricerca del principe Karvas.

## Edizione
- Joe Dever, L'eroe di Mydnight, traduzione di Laura Pelaschiar McCourt, Collana Librogame, Edizioni EL, 1996,  cap. 350, ISBN 88-7068-875-5.